# Stefan Eisermann
Stefan Eisermann (* 17. April 1943 in Rostock; † 12. Oktober 1998 in Potsdam) war ein Bildender Künstler, Maler und Mitglied des Potsdamer Kunstvereins.

## Leben
Sein Vater, Ludwig Eisermann (Jahrgang 1910) wurde als Regimegegner während des Zweiten Weltkriegs verhaftet und schlug unmittelbar anschließend als Kulturfunktionär im Kreis Rostock eine politische Karriere ein. Seine Mutter Gertrud studierte in dieser Zeit an der Parteihochschule Kleinmachnow. Wegen der Trennung der Eltern lebte Eisermann mit seiner ein Jahr älteren Schwester im Kinderheim. Nach der Schulpflichtzeit begann er 1958 eine Maschinenschlosserlehre beim VEB Fischkombinat Rostock, wo er seit 1952 wieder bei seiner Mutter wohnte. 1960 heiratete seine Mutter den mehr als 20 Jahre älteren Johannes Warnke, der in dieser Zeit bereits Abgeordneter der Volkskammer und Direktor des Hafenamtes Rostock war.
Während seiner Wehrpflichtzeit absolviert Eisermann eine Ausbildung zum Panzerfahrer. Anschließend begann er als Maschinenschlosser in der Neptunwerft in Rostock, ab 1965 als Betriebsschlosser beim VEB Fortschritt. 1964 heiratete er Karin Breske und hatte mit ihr eine Tochter. Diese Ehe hatte bis 1979 Bestand. In seiner Freizeit beschäftigte er sich mit historischen Themen sowie Fotografie und handwerklichen Arbeiten.
Auf Anregung seiner Schwester, die in Potsdam als Kostüm- und Bühnenbildnerin am Hans Otto Theater (HOT) tätig war, begann er mit dem Malen. 1977 geriet er mit der Betriebsleitung in einen Streit, der in veranlasste, sich noch intensiver in die Kunst zurückzuziehen. Er knüpfte Kontakte zu Vera Schwelgin und Wolfgang Reinke sowie zu Karlheinz Kuhn (1930–2001). Die Arbeit im VEB endete 1979 mit einem Aufhebungsvertrag, woraufhin Eisermann in der Hoffnung, bessere Künstlerkontakte knüpfen zu können, als Hausmeister bei der Kunsthalle Rostock begann, dies aber bereits nach einem halben Jahr enttäuscht wieder aufgeben musste, da er auch hier nicht zu Anpassung und Einschränkung bereit war. Anschließend fand er in gleicher Funktion Beschäftigung in einer Rostocker Gaststätte.
1982 heiratete Eisermann ein zweites Mal, mit der er fünf Jahre später eine Tochter haben sollte. Außerdem stellte er im selben Jahr einen Aufnahmeantrag beim Verband Bildender Künstler der DDR, um als Freiberufler arbeiten zu dürfen, der abgelehnt wurde. Die Gründe waren als Autodidakt formaler Natur, aber auch künstlerische Petitessen gaben einen Ausschlag.
1985 zog Eisermann zu seiner Schwester nach Potsdam und versuchte, am HOT eine Anstellung als Requisiteur zu bekommen. Der Staatssicherheitsdienst aus Rostock gab der Potsdamer Dienststelle bereitwillig Auskunft über Eisermann: „Erfassg. da E. jahrelang versucht Verbandsmitgl. (Bild. Künstler) zu werden, naiver Maler, fachl. geringe Leistung, ‚Pseudokünstler‘, Kritik an real existierendem Sozialismus.“ Aus Potsdam kam drei Wochen später die Antwort: „Bewerbung einer Person Eisermann am HOT liegt vor. Dieser kommt aus Rostock, ist polit. negat. und Freund der Palfi (OPK ›Cabinet‹). Es wurde vom MA empfohlen diesen nicht einzustellen.“ Antwort IM Ernst am 10. Oktober 1985 darauf: „Die drücken mich so, ich glaube ich kann eine Einstellg. des Eisermann nicht mehr verhindern. […] Vertragsangebot bis 30.6.86, Verlängerung über IM ›Ernst‹ verhindern.“
Mit der Wende verlor Eisermann erneut seine Arbeit, aber er erhielt jetzt zum ersten Mal – auch international – Reputation. Bereits 1990 erhielt er in einer privaten Galerie in Potsdam eine Einzelausstellung. Von 1993 bis 1995 erhielt er eine ABM-Stelle beim Brandenburgischen Verband Bildender Künstler als technischer Leiter der Galerie im Staudenhof in Potsdam.

## Einzelausstellungen (Auswahl)
- 1979 Kunstkaten Ahrenshoop
- 1980 Klubhaus der Kabelwerker, Schwerin
- 1983 Kreiskrankenhaus Waren/Müritz
- 1986 Hans-Otto-Theater, Foyer, Potsdam
- 1987 Café-Galerie der Neuen Dresdener Galerie (mit Harry Mohr)
- 1990 Galerie Trapez, Potsdam (Plakat)
- 1991 Galerie Bothe, Neuenrade
- 1992 Kulturamt Potsdam Galerie
- 1992  Trapez (Katalog)
- 1992 Café der Kunsthalle Rostock
- 1994 „Stefan Eisermann. 20 Jahre Malerei und Zeichnung“, Waschhaus, Potsdam (Katalog)
- 1997 „Stefan Eisermann. 20 Jahre Malerei und Zeichnung“, Waschhaus, Potsdam (Katalog)
- 1998 „Herzen“, Waschhaus, Potsdam (Plakat)